# Buddleja coriacea
Buddleja coriacea là một loài thực vật có hoa trong họ Huyền sâm. Loài này được Remy mô tả khoa học đầu tiên năm 1847.